# Kinder (marka słodyczy)

Logo marki Kinder

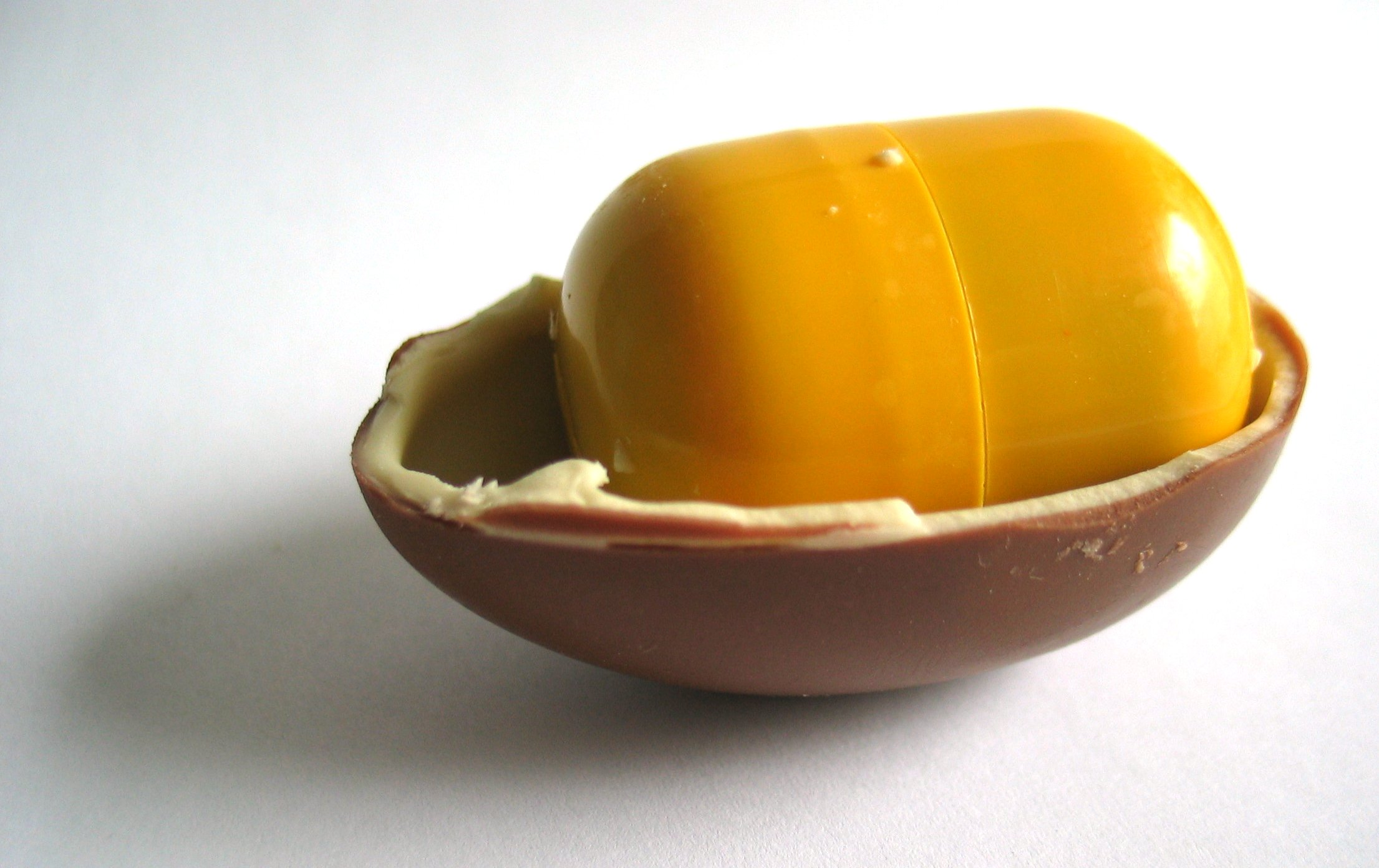
Połówka Kinder Niespodzianki z zabawką

Kinder – włoska marka słodyczy, należąca do włoskiej firmy Ferrero z siedzibą w Albie we Włoszech. Do marki Kinder należą Kinder Bueno, Kinder Joy, Kinder Niespodzianki i inne słodycze.

## Historia
Marka Kinder została założona w 1968 roku w Albie we Włoszech.